# Fenouillet (Alta Garonna)
Fenouillet è un comune francese di 5 206 abitanti situato nel dipartimento dell'Alta Garonna nella regione dell'Occitania.

## Società

### Evoluzione demografica
Abitanti censiti